# Constantin Blaß
Constantin Blaß (* 14. Januar 1981 in Hagen) ist ein deutscher Journalist. 2017 bis 2021 war er Chefredakteur des Kölner Express. Seit dem 12. Juli 2021 ist er Chefredakteur des Schwarzwälder Boten mit Sitz in Oberndorf am Neckar.

## Leben
Blaß begann 2007 bei den Ruhr Nachrichten Dortmund, bevor er ein Jahr als Projekt-Redakteur bei der Nordwest-Zeitung in Oldenburg tätig war. Als Leiter Online kam er im Oktober 2011 zum General-Anzeiger Bonn und gestaltete dort den digitalen Umbau. Als Leiter Digitale Redaktion wechselte Blaß im Dezember 2014 zur Mitteldeutschen Zeitung nach Halle, wo er nach einem Jahr zum stellvertretenden Chefredakteur an der Seite von Hartmut Augustin ernannt wurde. 
2017 berief ihn die Mediengruppe Dumont-Schauberg MDS zum Nachfolger von Express-Chefredakteur Carsten Fiedler. Als Geschäftsführender Chefredakteur der DuMont Rheinland Media 24 GmbH ist er beteiligt am Kooperationsprojekt von Kölner Stadt-Anzeiger und Express; beide Titel produzieren seit September 2017 aus einem gemeinsamen Newsroom sowohl Zeitungen als auch digitale Produkte. Im April 2020 wurde bekannt, dass Blaß nicht mehr Chefredakteur des Express ist.
Im akademischen Jahr 2018/19 hatte Blaß gemeinsam mit Julia Bönisch von der Süddeutschen Zeitung die Karl-Büchner-Gastprofessur der Universität Leipzig inne, die für ihn bis zum Wintersemester 2021 verlängert wurde. Blaß ist verheiratet.